# گمینا چیشکوو
گمینا چیشکوو (به لهستانی:  Gmina Cieszków) یک گمینا در لهستان است که در شهرستان میلیچ واقع شده‌است. گمینا چیشکوو ۱۰۰٫۶۷ کیلومتر مربع مساحت و ۴٬۶۰۴ نفر جمعیت دارد.